# Jimmy Kébé
Jimmy Boubou Kébé (Vitry-sur-Seine, 19 gennaio 1984) è un ex calciatore maliano, di ruolo ala.

## Statistiche

### Cronologia presenze e reti in Nazionale
| Cronologia completa delle presenze e delle reti in nazionale ― Mali | Cronologia completa delle presenze e delle reti in nazionale ― Mali | Cronologia completa delle presenze e delle reti in nazionale ― Mali | Cronologia completa delle presenze e delle reti in nazionale ― Mali | Cronologia completa delle presenze e delle reti in nazionale ― Mali | Cronologia completa delle presenze e delle reti in nazionale ― Mali | Cronologia completa delle presenze e delle reti in nazionale ― Mali | Cronologia completa delle presenze e delle reti in nazionale ― Mali |
| Data                                                                | Città                                                               | In casa                                                             | Risultato                                                           | Ospiti                                                              | Competizione                                                        | Reti                                                                | Note                                                                |
| ------------------------------------------------------------------- | ------------------------------------------------------------------- | ------------------------------------------------------------------- | ------------------------------------------------------------------- | ------------------------------------------------------------------- | ------------------------------------------------------------------- | ------------------------------------------------------------------- | ------------------------------------------------------------------- |
| 9-2-2005                                                            | Saint-Denis                                                         | Guinea                                                              | 2 – 2                                                               | Mali                                                                | Amichevole                                                          | -                                                                   |                                                                     |
| 19-8-2008                                                           | Mantes-la-Ville                                                     | Gabon                                                               | 1 – 0                                                               | Mali                                                                | Amichevole                                                          | -                                                                   | 70’                                                                 |
| 21-6-2009                                                           | Bamako                                                              | Mali                                                                | 3 – 1                                                               | Benin                                                               | Qual. Mondiali 2010                                                 | -                                                                   | 22’                                                                 |
| Totale                                                              |                                                                     | Presenze                                                            | 3                                                                   |                                                                     | Reti                                                                | 0                                                                   |                                                                     |